# Natalichthys sam
Natalichthys sam är en fiskart som beskrevs av Winterbottom, 1980. Natalichthys sam ingår i släktet Natalichthys och familjen Pseudochromidae. Inga underarter finns listade i Catalogue of Life.